# 显齿蛇葡萄
显齿蛇葡萄（学名：Ampelopsis grossedentata）是葡萄科蛇葡萄属的植物，又名藤茶，是中国的特有植物。分布于中国大陆的江西、广东、贵州、湖南、湖北、福建、云南、广西等地，生长于海拔200米至1,500米的地区，一般生长在沟谷林中及山坡灌丛，目前尚未由人工引种栽培，不過只有顯齒蛇葡萄葉得到中國家衞生計生委食品安全標準與監測評估司認定，可作為食品加工原料。

## 异名
- Ampelopsis cantoniensis (Hook. et Arn.) Planch. var. grossedentata Hand.-Mazz.藤茶．龙须茶．白茶